# Nothoscordum arenarium
Nothoscordum arenarium är en amaryllisväxtart som beskrevs av Wilhelm Franz Herter. Nothoscordum arenarium ingår i släktet vaniljlökar, och familjen amaryllisväxter. Inga underarter finns listade i Catalogue of Life.